# Eli Sternberg
Eli Sternberg (geboren 13. November 1917 in Wien, Österreich-Ungarn; gestorben 8. Oktober 1988 in Pasadena, Kalifornien) war ein aus Österreich stammender US-amerikanischer Ingenieurwissenschaftler für Mechanik.

## Leben
Eli Sternberg war ein Sohn des Rechtsanwalts Philipp Sternberg (1892–1948) und der Eva Makowska, sein 1913 geborener Bruder Daniel Sternberg wurde Musiker. Sternberg besuchte das Realgymnasium in Wien (Matura 1936) und studierte an der Technischen Hochschule Wien Architektur bis zur Besetzung durch die Nationalsozialisten, was ihn 1938 in die Emigration nach London zwang. Er setzte dort sein Studium fort und ging 1939 in die USA, wo er 1941 am North Carolina State College seinen Bachelor-Abschluss als Bauingenieur machte. Danach studierte er am Illinois Institute of Technology, an dem er 1945 bei Michael A. Sadowsky promoviert wurde (Nonlinear theory of elasticity and applications). 1951 erhielt er dort eine volle Professur. 1957 wurde er Professor für Angewandte Mathematik an der Brown University und 1964 Professor für Mechanik am Caltech. 1988 emeritierte er.
Er war 1956 als Fulbright Fellow an der Technischen Hochschule Delft und 1963/1964 als Guggenheim Fellow in Japan (Keiō-Universität in Tokio). 1970/1971 war er Gastprofessor in Chile und 1968 an der University of Glasgow.
Sternberg war ein führender Theoretiker der Elastizitätstheorie in den USA. Er befasste sich zum Beispiel mit Spannungskonzentrationen um Löcher und Hohlräume und elastische Lösungen mit Lastkonzentrationen, mit statischer und dynamischer Thermoelastizität, Viskoelastizität und Thermo-Viskoelastizität, Auswirkung endlicher Deformation auf Spannungsverteilung, Spannungsverteilung in faserverstärkten Werkstoffen und mathematischen Fragen der Eindeutigkeit und Vollständigkeit von Lösungen in der Elastizitätstheorie. 1954 gab er einen mathematischen Beweis des Prinzips von St. Venant in der Fassung von Richard von Mises.
1985 erhielt er die Timoschenko-Medaille. Er war Mitglied der National Academy of Sciences, der National Academy of Engineering und der American Academy of Arts and Sciences (1959). Sternberg war Ehrendoktor der North Carolina State University und des Technion. Er war seit 1945 US-Staatsbürger.
Zu seinen Doktoranden gehörte Morton Gurtin.

## Schriften
- On some recent developments in the linear theory of elasticity, in: Structural Mechanics, Proc. First Symposium Naval Structural Mechanics, Pergamon Press 1960.
- On Saint-Venant´s principle, Quart. Appl. Math., Band 11, 1954, S. 393–402.
- On the integration of the equations of motion in classical elasticity, Archive for Rational Mechanics and Analysis, Band 6, 1960, S. 34–50.
- mit Eubanks: On the Completeness of the Boussinesq-Papkovitch Stress Functions, J. Rat. Mech. analysis, Band 5, 1956, 735.
- mit Sadowsky: Stress concentration around an ellipsoidal cavity in an infinite body under arbitrary plane stress perpendicular of the axis of revolution of cavity, J. Applied Mechanics, Band 14, 1947, S. 191–201, sowie Stress concentration around a triaxial ellipsoidal cavity, Band 16, 1949, 149 (Spannungsverteilung um einen elliptischen Hohlraum)
- mit Rosenthal: The elastic sphere under concentrated loads, J. Applied Mechanics,  Band 19, 1952, 413–421 (elastische Sphäre mit Punktlast)